# George Atzerodt
George Andrew Atzerodt (Dörna, 12 giugno 1835 – Washington, 7 luglio 1865) è stato un criminale statunitense noto per aver preso parte al piano di John Wilkes Booth che mirava ad assassinare Abraham Lincoln, Andrew Johnson e William H. Seward.

## Biografia
Atzerodt nacque a Dörna, oggi Anrode, in Germania. Nel 1844 si trasferì negli Stati Uniti, a Germantown. Nel 1857 si trasferì a Port Tobacco Village nel Maryland dove fondò un'attività di riparazione carrozze assieme al fratello. Intrattenne una relazione con una vedova, Rose Wheeler, dalla quale ebbe un figlio. Tuttavia Atzerodt si rifiutò di sposare la donna. Dal 1863 Atzerodt soffrì di turbercolosi e, durante la guerra si guadagnò da vivere anche aiutando gli agenti confederati a passare da una sponda all'altra del Potomac.

## La cospirazione
Nel gennaio 1865 Atzerodt conobbe John Surratt tramite un agente dei servizi segreti confederati, Thomas Henry Harbin. Surratt aveva bisogno di un barcaiolo per portare da una riva all'altra del Potomac il loro prigioniero, Abraham Lincoln. La prima versione della cospirazione, infatti, prevedeva di rapire il presidente, piano che non si concretizzò mai.
Nella versione definitiva della cospirazione, Booth ordinò a George Atzerodt di uccidere il vice presidente Andrew Johnson, il quale soggiornava alla Kirkwood House a Washington. Atzerodt avrebbe dovuto recarsi nella stanza del vice presidente alle 22:15 ed assassinarlo. Il 14 aprile, Atzerodt affittò la stanza numero 26 alla Kirkwood House, proprio sopra la stanza del vice presidente. Giunse alla Kirkwood House all'orario prestabilito e si recò al bar, portando con sé una pistola ed un coltello. Chiese informazioni al barista, Michael Henry, circa le abitudini di Johnson. Trascorse qualche tempo a bere fino a diventare ubriaco e vagò per ore per le strade di Washington. Nervoso, gettò via il coltello. Giunse alla Pennsylvania House Hotel verso le due del mattino, dove affittò una stanza ed andò a dormire.
Qualche ora prima, quello stesso giorno, Booth si recò alla Kirkwood House e lasciò un messaggio per il vice presidente Johnson che recitava:
(John Wilkes Booth)
Il biglietto fu preso in carico quella notte dal segretario personale di Johnson, William Browning. Questo messaggio è stato oggetto di numerose interpretazioni nel corso degli anni, da parte degli storici. Una teoria sostiene che Booth, preoccupato che Atzerodt non fosse realmente in grado di uccidere, tentò di implicare Johnson nella cospirazione. Secondo un'altra teoria Booth cercò di contattare Browning per scoprire se Johnson fosse realmente alla Kirkwood House quella notte.

## Il processo e l'esecuzione

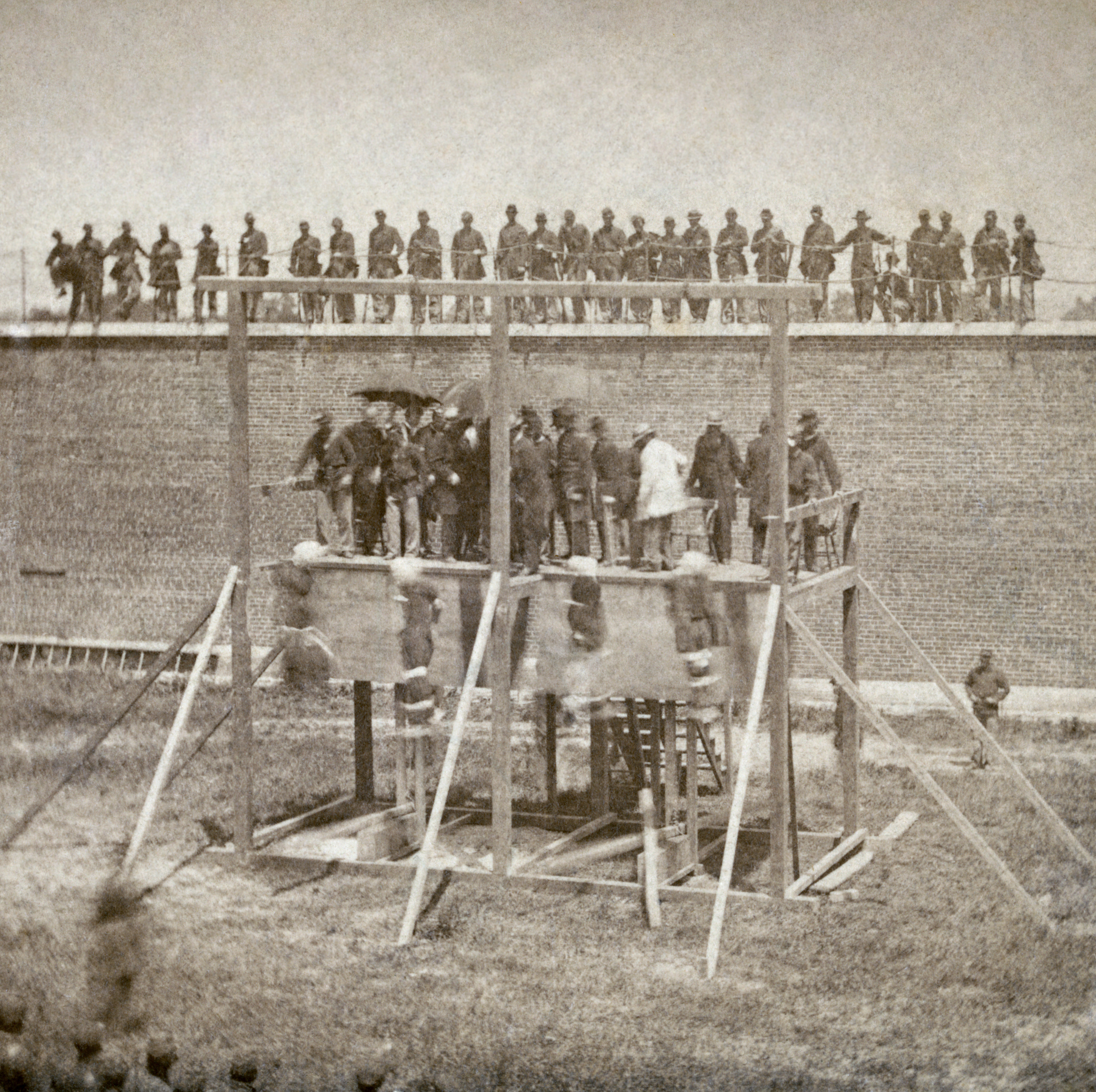
L'esecuzione di Mary Surratt, Lewis Powell, David Herold e George Atzerodt il 7 luglio 1865 nel cortile dell'arsenale di Washington (oggi Fort McNair)

All'inizio del processo, l'avvocato di Atzerodt, il capitano William Doster, affermò che avrebbe provato che "George Atzerodt era un codardo; se gli fosse stato assegnato il compito di assassinare il vice presidente, non l'avrebbe mai potuto fare; per tale motivo, Booth probabilmente non gli assegnò mai tale compito". L'intenzione dell'avvocato non ebbe successo e Atzerodt fu condannato a morte per impiccagione.
In prigione, Atzerodt fornì una confessione al reverendo Butler che si recò in cella per offrirgli conforto.
Atzerodt confessò che venne a sapere del piano per assassinare il presidente solo due ore prima. Affermò inoltre che Booth voleva che fosse David Herold ad uccidere il vicepresidente Johnson poiché pensava che Herold avesse più coraggio di Atzerodt e che quest'ultimo potesse fungere solo da aiuto.
Atzerodt e gli altri tre cospiratori catturati Mary Surratt, Lewis Powell e David Herold furono impiccati nel cortile dell'arsenale di Washington il 7 luglio 1865. Le ultime parole di Atzerodt furono:
(George Atzerodt)
Non morì subito; il collo non si ruppe immediatamente ed il corpo si scosse per alcuni minuti. Il corpo di George Atzerodt fu prima sepolto nel cimitero di Glenwood a Washington, per poi essere spostato in quello di St. Paul in Druid Hill Park, sotto il falso nome di Gottlieb Taubert.